# گروسنووردن
گروسنووردن (به آلمانی: Großenwörden) یک شهر در آلمان است که در Oldendorf-Himmelpforten واقع شده‌است. گروسنووردن ۴۸۲ نفر جمعیت دارد.